# (1166) Sakuntala
(1166) Sakuntala – planetoida z pasa głównego asteroid okrążająca Słońce w ciągu 4 lat i 15 dni w średniej odległości 2,54 au. Została odkryta 27 czerwca 1930 roku w Obserwatorium Simejiz na górze Koszka na Półwyspie Krymskim przez Praskowję Parchomienko. Nazwa planetoidy pochodzi od Sakuntali, bohaterki starożytnego dramatu sanskryckiego indyjskiego poety i dramaturga Kalidasy. Przed nadaniem nazwy planetoida nosiła oznaczenie tymczasowe (1166) 1930 MA.